# 省例
省例是指清代省級政府頒布的地方性法規，法律效力受到時人普遍的承認；省例同時也是治理一省地方事務的法律細則，其編纂目的是為了方便各級地方衙門和官吏查閱與執行法規。省例的稱謂是與「部例」（中央部署則例）相對應而出現的，因此清人鍾慶熙云：「舉凡通行部章，因時損益，所以輔律例之簡嚴；通飭省章，因地制宜，所以闡部章之意指」。
自康熙四年實行巡撫制度開始，為了有效加強一省地方事務的管理，從康熙至乾隆年間，各地總督、巡撫頒行了大量的地方性法規與政令；尤其是在乾隆九年之際，湖北省按察使石去浮上疏獲准後，各省開始實行匯編、刊印朝廷定例的制度，對省例等地方法規的編纂產生了直接性的影響，因而有《治浙成規》、《湖南省例成案》以及《福建省例》等書籍的出現。
| 編號 | 書名                       | 作者                              | 推薦版本 | 書籍解題 |
| ---- | -------------------------- | --------------------------------- | --- | --- |
| 1    | 《擬定成規》               | 白為                              | 雍正八年刊本，典藏於近史所郭廷以圖書館。 | 二卷，下卷封面名為《豫省擬定成規》。 |
| 2    | 《豫省續增成規》           | 佚名輯                            | 雍正八年刊本，典藏於近史所郭廷以圖書館。 | 又名為《續增擬定成規》。內容為河工採辦物料按里程計價之情形。 |
| 3    | 《豫省成例》               | 佚名輯                            | 應為乾隆年間(1736-1795)鈔本，典藏於上海圖書館。 | 不詳。 |
| 4    | 《成規拾遺》               | 萬維翰                            | 乾隆三十九年芸暉堂重刊本（乾隆甲午年重訂），收於《中國古代地方法律文獻》乙編，第十二、十三冊。                                                                                                  | 二卷。作者有感於兩浙藩署刊發條例，實始於乾隆辛未，甲戌臬署亦收刻例案於其後，長白台公復輯通行，定為治浙成規；因此，至戊寅迄癸未，寓存素堂公餘偶暇，因而摭拾成一編。 |
| 5    | 《乾隆朝山東憲規》         | 佚名撰，齊鈞整理                  | 清鈔本。收於《中國珍稀法律典籍續編》第七冊。後來又收於楊一凡、劉篤才編，《中國古代地方法律文獻》乙編，第十五冊。                                                                                | 二卷，六冊，書前無序，抄錄者、年代皆不詳。田濤藏。本書其中最早為乾隆四年四月，最晚為乾隆四十二年六月二十二日，成書時間應為乾隆後期。 |
| 6    | 《晉政輯要》               | 海寧（？-1791）總輯；鄭源璹纂輯   | 乾隆五十四年山西布政使司刊本，據芸暉堂重刊本。收於《中國古代地方法律文獻》乙編，第十三至十五冊，北京：世界圖書館出版社，2009。                                                                  | 八卷。時任山西布政使的鄭源璹為使後續來山西布政司之官員能夠明瞭本地之法規，因此纂輯本書。本書初稿在乾隆四十九年，完成於五十四年，內容主要涉及行政、財政事務。 |
| 7    | 《江蘇成案》               | 沈沾霖（湘葵）編輯；熊枚鑑定      | 乾隆五十九年（1794）仲夏印行之刻本。收入楊一凡、徐立志主編《歷代判例判牘》第八冊，北京 : 中囯社會科學出版社，2005。                                                                             | 十六卷，四冊。江蘇按察使鉛山熊枚鑒定。本書共輯錄了自乾隆四十一年至五十九年間的軍、流、徒等成案一百三十八起，內容依大清律體例編排。 |
| 8    | 《湖南省例》               | 吳達善等監刻                      | 官修本，典藏於北京大學圖書館。 | 一百三十六卷，書首有總目三卷，書前有湖廣總督吳達善等監刻。《湖南省例》為《湖南省例成案》補編後續刻，收入雍正三年(1725)至嘉慶五年(1800)湖南省省例成案一千四百四十餘件。 |
| 9    | 《湖南省例成案》           | 佚名輯                            | 嘉慶二十五年刊本，據日本東京大學東洋文化硏究所刊本影印，典藏於傅斯年圖書館紀念室。 | 八十二卷，目二卷，八帙六十八冊。封面記載為「續增至嘉慶二十五年本衙藏板」，但內容所收案例僅到乾隆三十八年。本書特點為收錄的部分案件包含了民人供詞，較為少見。 |
| 10   | 《粵東省例》               | 佚名輯                            | 道光年間鈔本，典藏於復旦大學圖書館。 | 《粵東省例》為殘本，現存兩冊，包括鐵爐等五門七卷。其中制定時間最晚的為道光十二年九月；另在第一冊扉頁還粘附道光十九年運司通飭章程，可見其抄成時間應略早於常見的道光二十六年編《粵東省例新纂》。在內容上，《粵東省例》的系統完備程度毫不亞於《粵東省例新纂》；從「新纂」這一名稱及其有關條目與《粵東省例》的基本相似程度推斷，《粵東省例新纂》很可能是在已有的《粵東省例》基礎上修訂而成。 |
| 11   | 《治浙成規》               | 佚名輯                            | 道光十七年刊本，收入《官箴書集成》第6冊，亦典藏於傅斯年圖書館古籍線裝書區。 | 八卷。楊一凡提到本書有乾隆、道光和清末等刊本，以道光十七年刻本收錄成規較多、內容精良。 |
| 12   | 《粵東省例新纂》           | 寧立悌、陶復謙、王錫章輯          | 道光二十六年刻本，民國五十七年臺北成文出版社據道光年間刊本影印，集於該社所印之法律叢書中。 | 八卷，四冊。書前有道光二十六年廣東巡撫黃恩彤、兩廣總督耆英序。本書纂輯乾隆至道光二十五年廣東省內各官司辦事章程、案例及為因地制宜而變通部院定例或部院頒行各省通行事件之若干規定。 |
| 13   | 《江蘇省例》               | 佚名輯                            | 同治已已八年季冬月江蘇書局原刊本，典藏於傅斯年圖書館。 | 四冊。本書纂輯同治二年至七年)間兩江總督、江蘇巡撫及江蘇藩司、臬司有關江蘇省之行政命令中關涉吏治民生、風俗人心者。全書分藩政及臬政二類逐年編入。 |
| 14   | 《福建省例》               | 臺銀經濟研究室輯                  | 同治十二至十三年福建藩臺所刻省例印行。民國五十三年臺北臺灣銀行據同治刻本印行。 | 原刻本僅名為《省例》，為戴炎輝藏。《福建省例》為按照事項性質而分目之公牘滙編，輯有乾隆十七年至同治十一年間福建省各項政務之章程、條例、告示、禁令，共分三十三類，收入例文484件，大部分文件是公牘原文及其摘錄。 |
| 15   | 《江蘇省例續編》           | 佚名輯                            | 光緒乙亥元年季夏月江蘇書局刊本，典藏於傅斯年圖書館。 | 二卷。本書繼《江蘇省例》續纂同治八年至光緒元年江蘇諸例。內容仍按藩臬兩衙門逐年分編目錄，其下又分為多目。編纂中有先經刊刻通飭之年，今亦依次羼入，不再重刻。與前編省例不同處：前編每件或僅摘事由以免繁瑣，今則如詳通敘，俾讀因端竟委一目瞭然。 |
| 16   | 《（重修）晉政輯要》       | 剛毅修；安頤纂                    | 光緒年間(1875年-1908年)刻本。收於《續修四庫全書》，上海：上海古籍出版社，1995，史部．政書類 ; 883-884。                                                                                         | 四十卷，湖北圖書館藏。 |
| 17   | 《江蘇省例三編》           | 佚名輯                            | 光緒癸未九年四月江蘇書局原刊本，典藏於傅斯年圖書館。 | 二冊二卷。本書無凡例，內容為繼《江蘇省例續編》續纂光緒元年至光緒八年江蘇諸例。內分二部為藩例與臬例，其下又分為多目。 |
| 18   | 《江蘇省例四編》           | 佚名輯                            | 光緒庚寅十六年三月江蘇書局原刊本，典藏於傅斯年圖書館。 | 四冊。本書無凡例，內容為繼《江蘇省例三編》續纂光緒九年至光緒三十三年江蘇諸例。內分二部為藩政與臬政，其下又分為多目。 |
| 19   | 《直隸現行通飭章程》       | 佚名輯                            | 光緒十七年保定臬署刻本，典藏於中國科學院國家科學圖書館。 | 不詳。 |
| 20   | 《四川通飭章程》           | 鐘慶熙等輯                        | 光緒二十七年四川讞局刊本，收於《近代中國史料叢刊續編》，臺北：文海出版社，1977。 | 二卷，五十七篇。書前有「辛丑仲夏纂刊板存四川讞局」，書末附有〈成都發審局藏書目錄〉，書中所收之通飭章程，基本上是光緒年間四川省制定和發布的條規。 |
| 21   | 《藩司定例》               | 江西布政使司                      | 光緒年間江西布政使司遞修本，江西布政司衙門刊，經歷司藏板，典藏於傅斯年圖書館，共55冊，原藏於哈佛燕京學社。                                                                                      | 書前另題名為《定例彙編》。本書第一至六冊為乾隆三十四年所撰，共23卷；目錄在第九冊；第七至第五十五冊為乾隆三十五年至光緒三十一年所遞修。23卷，收江西省各類錢穀吏兵類事件案例，原書修成於乾隆三十四年，自乾隆三十五年緒三十一年續增例案，均按年份編定。 |
| 22   | 《臬司定例》               | 江西按察使司                      | 光緒年間江西按察使司遞修本，江西按察司衙門刊，經歷司藏板。另有乾隆十八年至光緒三十一年（江西按察使衙門編刊，十四帙二百四十冊，大木文庫），典藏於傅斯年圖書館，共33冊152卷，原藏於哈佛燕京學社。 | 書前另題名為《定例彙編》，收江西省各類成案與例案，起自乾隆二十七年，終於光緒三十一年。 |
| 23   | 《西江政要（布政司本）》   | 江西布政使司                      | 江西布政司衙門刊，經歷司藏板，典藏於東京大學東洋文化研究所。 | 共2冊，分上下二卷。內容起自乾隆十六年，止于乾隆二十六年，但並非按年份排列，主要涉及錢糧徵收支放、田土買賣、荒政、鑄錢、牙行等。 |
| 24   | 《西江政要（按察使司本）》 | 江西按察使司                      | 光緒年間江西按察司衙門刊，典藏於傅斯年圖書館，共131卷。 | 共40冊，所收案件至光緖二十年止。 |
| 25   | 《皖政輯要》               | 馮煦（1843-1973）主修；陳師禮總纂 | 光緒三十三年稿本，合肥：黃山書社，2005。 | 《皖政輯要》由總纂陳師禮自費抄成百卷，仿《晉政輯要》例，將清末安徽大政要事囊收一冊。全書依照清末新官制分為十科：交涉科、吏科、民政科、度支科、禮科、學科、軍政科、法科、農工商科、郵傳科，其中交涉、民政、學務、農工商、郵傳等五科無舊志體例可循，從內容到形式屬於當時新創。 |
| 26   | 《廣東省例》               | 佚名輯                            | 清鈔本，典藏於復旦大學圖書館。 | 《廣東省例》不分門，目錄頁仍題作「《粵東省例》」，共一冊，計四十八條，有關刑獄的內容最多。《廣東省例》所載內容最為完整；但由於其條目數量最少，顯然其他二書不可能以其為藍本修定，因此它具有獨立性，與《粵東省例》及《粵東省例新纂》都無相互因襲的關係，應係地方官或刑名幕友私編自用之本。                                                                                                 |
| 27   | 《閩政彙參》               | 佚名輯                            | 舊手鈔本，參見古籍文獻資訊網(http://rarebook.ncl.edu.tw/rbookod)。%5B%5D | 二十卷，抄錄者、年代皆不詳。本書據大清律例、六部則例、福建省例、部文、司行詳文、各省成案等書籍彙輯清初至道光年間福建不省辦理政事所應遵循之章程、條例及成案，作為參考備覽之用。 |
| 28   | 《東省通飭》               | 仁山氏輯                          | 鈔本，典藏於中國社會科學院法學研究所，收於楊一凡、劉篤才編，《中國古代地方法律文獻》丙編，北京：世界圖書館出版社，即將出版。                                                                    | 一函四冊。尤韶華提到本書內容為乾隆至光緒年間中央有關機構，更多的是山東地方機構發佈的處理相關事宜的通飭。主要有，緝捕、軍流遣徒複犯罪、起解、犯人房產入官、服制命案、官員治喪、官員缺補、遣犯改發、捕亡獎勵、回避、記過、雜件、盜竊、搶奪、鎖帶礅幹、審訊、京控省控、刺字、查禁洋槍、採訪節孝、編查保甲、提審、冬防、孤貧口糧、原被干證、驛遞公文、考試及勘災巡哨往返日期等項。           |